# Dances with Wolves
Dances with Wolves (prt: Danças com Lobos; bra: Dança com Lobos) é um filme estadunidense de 1990, dos gêneros drama e aventura, dirigido por Kevin Costner e baseado em romance de Michael Blake.
O filme, que marca a estreia de Costner na direção, foi produzido por ele e Jim Wilson. A trilha sonora é de John Barry, a direção de fotografia de Dean Semler, o desenho de produção de Jeffrey Beecroft, a direção de arte de William Ladd Skinner, o figurino de Elsa Zamparelli e a montagem de William Hoy, Chip Masamitsu, Steve Potter e Neil Travis.
O orçamento foi de US$ 15 milhões, mas só nos Estados Unidos o filme arrecadou mais de US$ 180 milhões[carece de fontes?].

## Sinopse
John Dunbar (Costner) é um oficial de cavalaria que se destaca como herói na Guerra Civil Americana e, por isto, recebe o privilégio de escolher onde quer servir. Ele escolhe um posto longínquo e solitário, na fronteira. Ali estabelece amizade com um grupo de índios Sioux - Lakota, sacrificando a sua carreira e os laços com o exército estadunidense em favor da sua ligação com este povo, que o adota.

## Elenco
- Kevin Costner .... John Dunbar / Dança com lobos
- Mary McDonnell .... Stands With a Fist (br:"De Pé com Punho")
- Graham Greene .... Kicking Bird (br:"Pássaro Esperneante")
- Rodney A. Grant .... Wind in His Hair (br:"Vento no Cabelo")
- Floyd Red Crow Westerman .... Ten Bears (br:"Dez Ursos")
- Tantoo Cardinal .... Black Shawl
- Robert Pastorelli.... Timmons
- Charles Rocket .... tenente Elgin
- Maury Chaykin .... major Fambrough
- Jimmy Herman .... Stone Calf (br:"Bezerro de Pedra")
- Nathan Lee Chasing Horse .... Smiles a Lot (br:"Grande sorriso")
- Michael Spears .... Otter
- Jason R. Lone Hill .... Worm
- Tony Pierce .... Spivey
- Tom Everett .... sargento Pepper

## Principais prêmios e indicações
Oscar 1991 (EUA)
7 vitórias de 12 indicações
- melhor filme
- melhor diretor (Kevin Costner)
- melhor fotografia
- melhor montagem
- melhor trilha sonora (John Barry)
- melhores efeitos sonoros

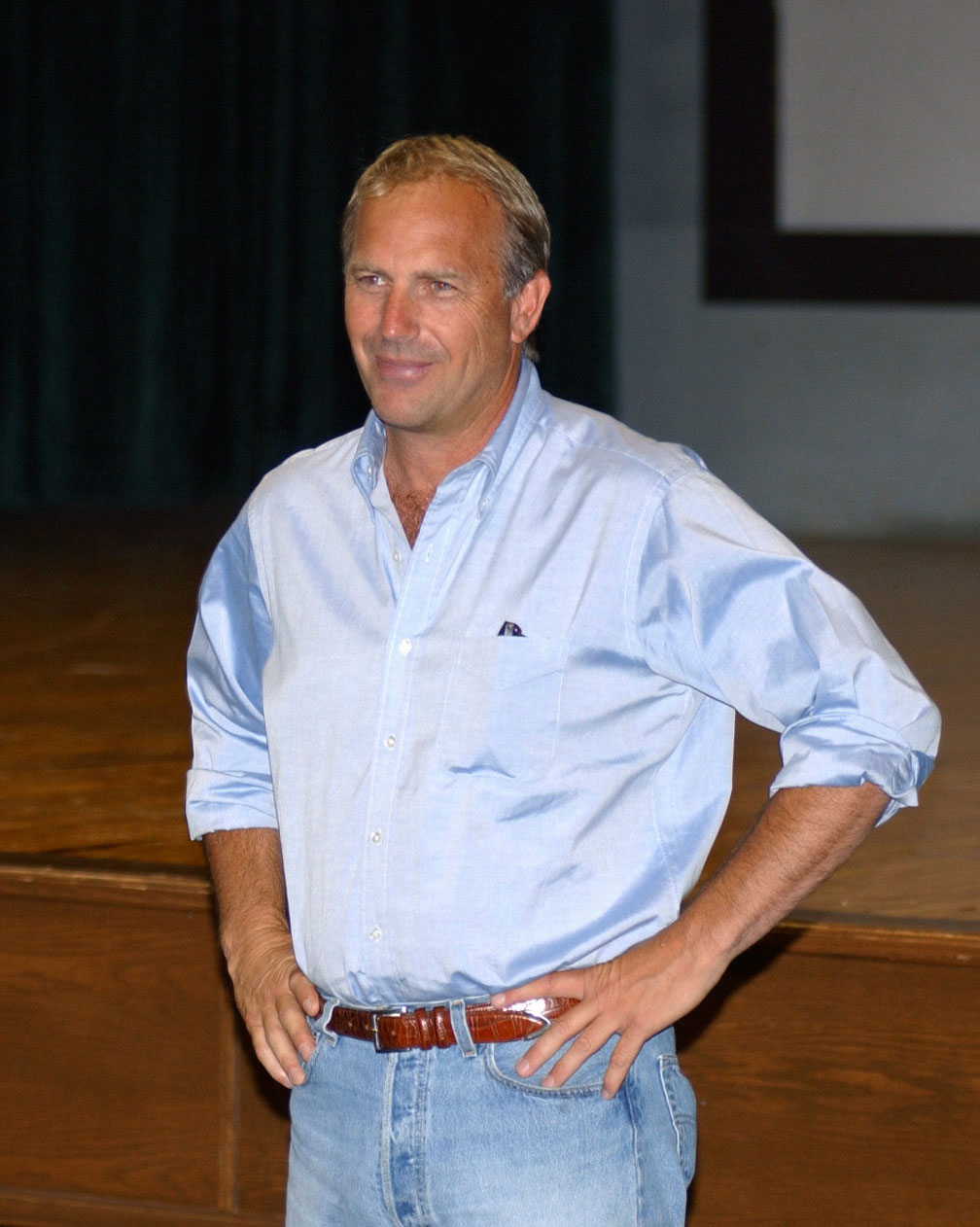
Kevin Costner, diretor e protagonista de Dances with Wolves.

- melhor roteiro adaptado (Michael Blake)

Indicações
- melhor ator (Kevin Costner)
- melhor ator secundário (Graham Greene)
- melhor atriz secundária (Mary McDonnell)
- melhor direção de arte;
- melhor figurino

Globo de Ouro 1991 (EUA)
3 vitórias de 7 indicações
- melhor filme - drama
- melhor diretor (Kevin Costner)
- melhor roteiro

Indicações
- melhor ator - drama (Kevin Costner)
- melhor atriz coadjuvante (Mary McDonnell)
- melhor trilha sonora

BAFTA 1992 (Reino Unido)
- Recebeu nove indicações, nas categorias de melhor filme, melhor diretor, melhor ator (Kevin Costner), melhor roteiro adaptado, melhor fotografia, melhor edição, melhor som, melhor maquiagem e melhor trilha sonora.

Festival de Berlim 1991 (Alemanha)
- Ganhou um Urso de Prata especial, dado a Kevin Costner pelo seu esforço em ter dirigido e estrelado o filme.

Prêmio César 1992 (França)
- Recebeu uma indicação na categoria de melhor filme estrangeiro.

Grammy 1992 (EUA)
- Venceu na categoria de melhor composição instrumental feita para um filme.